# Круг фон Нидда, Фридрих Альберт Франц
Фридрих Альберт Франц Круг фон Нидда (нем. Krug von Nidda; 1776—1843) — немецкий поэт романтической школы.
Принимал участие в походе Наполеона на Россию, жил военнопленным в Киеве и Белостоке. Лучшие из его произведений — поэма «Skanderbeg», трагедия «Heinrich der Finkler» и собрание повестей: «Schwertlilien».

## Жизнь
Фридрих Альберт Франц Круг фон Нидда родился в 1776 году в поместье своего отца Оберхоф Гаттерштадт недалеко от Кверфурта. В 1791 году он вступил в курфюрстский саксонский кавалерийский полк принца Вальдемара в чине штандартенюнкера, а затем в последующие военные десятилетия принимал участие в кампаниях саксонского контингента в звании лейтенанта. Он принимал участие в русской кампании Наполеона в 1812 году. В 1813 году он был ранен, взят в плен и интернирован сначала в Киеве, а затем в Белостоке. О его печальном положении свидетельствует сонет «В русском плену». В 1814 году он смог вернуться в Германию, но был вынужден уйти с военной службы по состоянию здоровья после получения звания капитана.
Стихи, в которых Круг пытается передать свои впечатления от военной жизни, не отличаются той свежестью, которую можно было бы ожидать от собственного опыта, но они интересны тем, что дают представление о печальном положении патриотически настроенных офицеров Рейнского союза. То же чувство, которое побудило немецко настроенного короля Людвига I воздвигнуть памятник своей армии, погибшей в России, продиктовало трогательный «плач» Круга по пропавшим без вести, «которых федеральный долг заставил служить во Франконской армии». Свой гнев против Наполеона, который он также разделял, он выразил в балладе «Волчья трапеза». Свою радость по поводу победы союзников он выразил в освободительной песне и ещё несколько раз; Однако саксонский патриотизм в его случае все же даёт о себе знать чаще. Но он также развивал эту идею, прославляя саксонско-германских королей Оттона II и Генриха II и их сарацинские и славянские войны. В том же духе возникла и четырёхактная историческая драма «Генрих дер Финклер или Унгарншлахт» (Лейпциг, 1818).
Сам Круг считал встречу с Гёте, которую он описал в своей небольшой мемориальной книге «Взгляды на жизнь» (Лейпциг, 1829), важнейшим событием своей дальнейшей жизни. Сам Гёте не упоминает в своих «Днях и годах» о встрече с молодым поэтом, к которому он проявил дружеский интерес в тюрингском курортном городе Бад-Тенштедт летом 1816 года. В то время Круг работал над завершением рыцарской поэмы Флориана «Гонсальв де Корду» (2 тома, Париж, 1791), перевод которой он начал ещё в русском плену. Гёте уже «не без сочувствия» читал небольшие стихотворения Круга в альманахах, когда Круг в Бад-Тенштедте задумал «просить его, высоко прославленного, проверить мои способности и тем самым передать в его руки решение моей профессии на оставшиеся несколько лет».
Гёте проявил внимание к страданиям больного, нашёл в произведении несколько завидных октав и дал хорошие советы по трактовке строфической формы и разумному использованию тропов. Когда в следующем году Круг опубликовал вышеупомянутую французскую эпопею «Флориан», свободно переведённую и переизданную в октавах (Лейпциг, 1817), он любезно принял его посвящение и пожелал произведению, которое доставило ему «беспристрастную радость», благоприятного приема. Однако он не осуждал поэтический талант Круга, а лишь хвалил тот факт, что в тяжёлые времена он находил талант и музу самым верным духом-хранителем.
После того как Круг укрепил своё здоровье в ходе путешествий по Рейну, Швейцарии и Италии, он женился на сестре берлинского генерального директора полиции фон Хинкельдея и жил как писатель в своём родовом поместье в Гаттерштедте. Он присоединился к кругу Фуке. Его стихи, как правило, свидетельствуют о его усердном чтении Шиллера, ритм которого он часто перенимал. В «Ленцфарте» чувствуется влияние Гете. В «Звездных песнях» предпринята неудачная попытка подражания «Гимнам ночи» Новалиса. Пример «верного миннезингера» Уланда увеличил его собственную «мужество петь». Он восхищался Мюльнером как драматургом и восхвалял Тика и Фуке в своих сонетах. Его образцами для подражания также были Эйхендорф и Шенкендорф.
Круг в той же форме подражал юношеской попытке Шамиссо писать терции «Молодые поэты» в «Песнях о Боге». Он воздерживался от романтической игры с иностранными формами, вероятно, из-за чувства собственной формальной неуверенности. Он стремился оказать влияние не посредством художественного развития целого, а посредством отдельных удачных поворотов и посредством материала. В эпиграфах и заголовках, которые он писал в подражание классической Ксении, он требовал от певицы ясного ума и чистого видения, которая должна была избегать напыщенных слов; Священное искусство должно практиковаться исключительно в соответствии с внутренней профессиональной силой, а не подчиняясь школе; даже низменные предметы возвышаются до достоинства силой гения, и даже нежная форма сонета может быть вознесена до трагических высот.
В 1822 году он присоединился к певцам, с энтузиазмом воспринявшим борьбу греков за свободу, написав стихотворение под названием «К современным грекам» (Zeitung für die elegante Welt, № 31). В 1823–1824 годах он опубликовал два тома своего романа «Скандербег». Героическая поэма в десяти песнях, написанная в духе филеллинизма того времени и представляющая собой наиболее удачную его поэзию.
В 1820 году в Лейпциге были опубликованы стихотворения Фридриха Круга фон Нидды, предисловием к которым послужило письмо Фуке. В «Женской карманной книге» за 1823 год была опубликована поэма «Waldfriedchen», а в «Берлинском календаре» за 1824 год — древнеперсидская повесть «Муса» в прозе. Круг опубликовал рассказы и романы в двух томах каждый в Лейпциге в 1821 и 1822 годах; 1827–30 в Галле Швертлилиен, в них как № 12 Николаус Граф Зрини. В 1833 году в Кведлинбурге он опубликовал ещё один сборник стихов в виде иллюстрированных зарисовок похода по Рейну, а в 1834 году в Лейпциге — сборник стихотворений «Der Schmidt von Jüterbogk». Далее следует хронологическая последовательность в романах. Он также написал более или менее многочисленные статьи для многих альманахов и журналов, таких как Taschenbuch zum Geselligen Vergnügen Беккера, Taschenbuch der Liebe und Freundschaft Шютце, Kinds Harfe, для Frauenzeitung, для Salina, Minerva, Eos, Wünschelruthe, die Vorzeit, Phöbe, Kinds Muse, the Viennese. Журнал литературы и искусства, Rheinisches Taschenbuch, Gubitz 'Gesellschafter, Küffners Feierstunden, in den Abendstunden, in Waisenfreund, Hells Abendzeitung, Homage to Women Кастелли, в Berliner Musenalmanach, в Herloßsohns Komet, Müllners Mitternachtsblatt и в Biedermanns Моргенблатт для образованных читателей.
Когда Круг фон Нидда умер в 1843 году в возрасте 66 лет, Фуке установил ему мемориальный камень на 26-м году правления общества Губица. Автобиографические очерки были включены в три тома Nachlassschriften (Querfurt 1855–57), опубликованные с разрешения вдовы Круга, которые А. Х. Шмид снабдил подробной биографией Круга.

## Сочинения
- Heinrich der Finkler. Historisches Drama, Leipzig 1818 Digitalisat
- Gedichte. Leipzig 1820
- Erzählungen und Romanzen. Leipzig 1821/22
- Skanderbeg. Heroisches Gedicht. 2 Bde., Leipzig 1823
- Lokal-Umrisse kleiner Reisen. In: Züge durch die Hochgebirge und Thäler der Pyrenäen im Jahre 1822. Mit Wilhelm von Lüdemann. In: Bibliothek der neuesten Entdeckungsreisen nebst den wichtigsten Beyträgen des 19. Jh., 2. Jg., 2. Viertes Bändchen, Anton Strauß, Wien 1826. Digitalisat
- Schwertlilien. 2 Bde., Leipzig 1827–1830
- Gedenkbüchlein oder Blicke durchs Leben. Leipzig 1829
- Der Schmidt von Jüterbogk. Chronikenfolgen in Romanzen. Leipzig 1834